# Port de Rus
El Port de Rus és un coll a 2.616,9 m d'altitud situat en la carena que separa els termes de la Torre de Cabdella, en el seu terme primigeni, i de la Vall de Boí (antic terme de Barruera). Separa, per tant, les comarques de l'Alta Ribagorça i del Pallars Jussà.
Està situat a prop i al sud del Cap de les Raspes Roies i poc al nord de l'indret on es troben els dos termes municipals esmentats amb el de Sarroca de Bellera (antic terme de Benés). A llevant del Port de Rus s'obre la Coma del Port, mentre que des del costat de ponent davalla cap al nord-oest el barranc del Port, que mena al Pla de l'Ermita.